# Športsko penjanje
Športsko penjanje je disciplina koja se razvila iz alpinizma, a karakterizira je slobodno svladavanje penjačkih smjerova bez korištenja tehničke opreme za napredovanje, nego se oprema koristi za sprječavanje eventualnih padova. Za razliku od alpinizma smisao športskog penjanja je svladavanje što težih detalja stijene "slobodnom stilom". športsko penjanje prakticira se na športsko penjačkim smjerovima, karakterističnim prvensteno svojom malom dužinom (8 - 50 metara) i unaprijed postavljenim sigurnim međuosiguranjima, najčešće ekspanzivnim klinovima u malim razmacima, čime športski smjerovi (kao i športsko penjanje općenito) postaju daleko sigurniji u odnosu na klasične alpinističke smjerove.

## Povijest športskog penjanja
Nastaje kao očekivani razvoj već dugo prisutnog penjanja "suhih" stijena u okviru alpinističkih uspona te svladavanje sve težih detalja "suhe" stijene. Popularizacijom slobodnog penjanja 1980-ih godina povećava se težnja za slobodno ispenjavanje dotad nezamislivih težina, a uvođenjem ekspanzivnih klinova omogućava se lakše i sigurnije penjanje ploča, prevjesa i stropova. To otvara nove i šire mogućnosti penjanja smjerova u suhoj stijeni, za razliku od klasičnih smjerova koji su do tada uglavnom pratili pukotine i bili ispresjecani mnogim prečnicama, zbog lakseg postavljanja klinova i ostale opreme za osiguravanje od pada.
Vrlo brzo počinju se organizirati i prva natjecanja, čijim dolaskom slobodno penjanje postaje zaseban šport i počinje se nazivati športsko penjanje.

## Ocjenjivanje u športskom penjanju
Ocjene u športskom penjanju predstavljaju težinu penjačkog smjera. U pravilu ocjenu i ime smjera daje autor istog, tj. osoba koja se prvi put popela zamišljenom linijom i ekspanzivnim klinovima osigurala športski smjer za daljnje penjanje. Ocijene se znaju nešto razlikovati ovisno o autoru smjera. Postoji mnogo ljestvica ocjenjivanja u športskom penjanju kao što su Francuska, USA, Australijska, UK, UIAA ljestvica.
U Hrvatskoj se koristi francuska ljestvica.
Tablica prikazuje usporedbu ocjena.
| Francuska | UIAA   | USA   |
| --------- | ------ | ----- |
| 3         | 3      | 5.2   |
| 4a        | 4      | 5.3   |
| 4b        | 4+     | 5.4   |
| 4b+       | 5-     | 5.5   |
| 4c        | 5      | 5.6   |
| 5a        | 5+     | 5.7   |
| 5b        | 6-     | 5.8   |
| 5c        | 6      | 5.9   |
| 6a        | 6+     | 5.10a |
| 6a+       | 7-     | 5.10b |
| 6b        | 7      | 5.10c |
| 6b+       | 7-7+   | 5.11a |
| 6c        | 7+     | 5.11b |
| 6c+       | 8-     | 5.11c |
| 7a        | 8      | 5.11d |
| 7a+       | 8+     | 5.12a |
| 7b        | 8+-9-  | 5.12b |
| 7b+       | 9-     | 5.12c |
| 7c        | 9      | 5.12d |
| 7c+       | 9+     | 5.13a |
| 8a        | 9+-10- | 5.13b |
| 8a+       | 10-    | 5.13c |
| 8b        | 10     | 5.13d |
| 8b+       | 10+    | 5.14a |
| 8c        | 11-    | 5.14b |
| 8c+       | 11--11 | 5.14c |
| 9a        | 11     | 5.14d |
| 9a+       | 11+    | 5.15a |
| 9b        | 12-    | 5.15b |

## U Hrvatskoj
Prvo državno natjecanje održalo se na Marijanu 1986. pod nazivom "Marijan 86", kojeg je organizirao AO HPD "Mosor". To je bilo četvrto održano natjecanje u svijetu, ali na prirodnoj stijeni. Godinu dana kasnije održala su se natjecanja na Marijanu, na Veloj dragi, na Učki te na "Pokojcu" (stijena Podrutskog Gupca). To su bila posljednja održana natjecanja na prirodnoj stijeni. Zatim se tijekom Domovinskog rata dogodila stanka, da bi se poslije počela održavati natjecanja u disciplini boulder u sportskim dvoranama.
Smjer "Dugi rat" na Vruji, strmini oblika cijevi između Brela i Piska je daleko najteža penjačka ruta u Hrvatskoj. Popeo ga je, zadnji dan 2018., i imenovao Jernej Kruder, svjetski prvak godinu dana ranije, nakon 62 neuspješna pokušaja.
Gorsko Zrcalo na Medvednici je vježbalište zagrebačkih alpinista, speleologa i gorskih spašavatelja. Penjačka povijest joj počinje 1960-tih godina.
Najveći sportski uspjeh je naslov svjetskog juniorskog prvaka u boulderingu 2016. godine Borne Čujića.

### Popis značajnijih sportsko-penjačkih smjerova u Hrvatskoj
| Smjerovi težine barem 8a ili povijesno važni smjerovi za hrvatsko sportsko penjanje ili smjerovi posebni u europskim razmjerima | Smjerovi težine barem 8a ili povijesno važni smjerovi za hrvatsko sportsko penjanje ili smjerovi posebni u europskim razmjerima | Smjerovi težine barem 8a ili povijesno važni smjerovi za hrvatsko sportsko penjanje ili smjerovi posebni u europskim razmjerima | Smjerovi težine barem 8a ili povijesno važni smjerovi za hrvatsko sportsko penjanje ili smjerovi posebni u europskim razmjerima | Smjerovi težine barem 8a ili povijesno važni smjerovi za hrvatsko sportsko penjanje ili smjerovi posebni u europskim razmjerima | Smjerovi težine barem 8a ili povijesno važni smjerovi za hrvatsko sportsko penjanje ili smjerovi posebni u europskim razmjerima | Smjerovi težine barem 8a ili povijesno važni smjerovi za hrvatsko sportsko penjanje ili smjerovi posebni u europskim razmjerima | Smjerovi težine barem 8a ili povijesno važni smjerovi za hrvatsko sportsko penjanje ili smjerovi posebni u europskim razmjerima | Smjerovi težine barem 8a ili povijesno važni smjerovi za hrvatsko sportsko penjanje ili smjerovi posebni u europskim razmjerima |
| Težina | Tip | Naziv smjera | Lokacija | 1. uspon | 1. penjač | Bilješke | Ref | |
| --- | --- | --- | --- | --- | --- | --- | --- | --- |
| | boulder/lead | | | mjesec/godina | ime, | | | |
| 9a+ | lead | Dugi rat | Vruja, Omiš | 12./2018. | Jernej Kruder, | | [ 6 ] | |
| 9a | | | Istarske toplice | / | ime, | | | |
| 9a | | | Buzetski kanjon | / | ime, | | | |
| 9a | | | Medveja | / | Adam Ondra, | | | |
| 8b+ | | | Kamena vrata | / | ime, | | | |